# Contea di Roper Gulf
La contea di Roper Gulf è una delle 16 local government areas che si trovano nel Territorio del Nord, in Australia. Essa si estende su di una superficie di 185.176 chilometri quadrati ed ha una popolazione di 6.905 abitanti. La sede del consiglio si trova a Katherine, al di fuori dei confini della contea.